# Rho Andromedae
Rho Andromedae este o stea din constelația Andromeda.